# Léo Santos (futebolista)
Leonardo Rodrigues dos Santos (São Paulo, 9 de dezembro de 1998), mais conhecido como Léo Santos, é um futebolista brasileiro que atua como zagueiro. Atualmente, joga no Nacional da Madeira.

## Carreira

### Corinthians
Começou nas categorias de base do clube paulista, aos 12 anos. Integrou o time que disputou a Copa São Paulo de Futebol Júnior 2016, terminando como vice-campeão.
Foi promovido ao time principal em 2016 e fez sua estreia no dia 16 de novembro, em um empate por 1-1 contra o Figueirense, no Campeonato Brasileiro 2016. Fez seu primeiro gol com a camisa do alvinegro, no dia 12 de março de 2017, em um empate por 1-1 contra a Ponte Preta, no Campeonato Paulista 2017. Fez parte do elenco campeão paulista de 2017. Também fez parte do elenco campeão do Campeonato Brasileiro 2017.
Em 2018, sagrou-se campeão paulista mais uma vez. Ainda em 2018, foi vice-campeão da Copa do Brasil, perdendo o título para o Cruzeiro, em uma derrota por 2-1 na final.
Em 2019, tornou-se a ultima opção na zaga de Fábio Carille e, por isso, o clube resolveu emprestá-lo para dar mais rodagem. Em abril, retornou do Fluminense logo após uma lesão no joelho e precisou passar por uma cirurgia. Após a sua recuperação, voltou a lesionar o joelho novamente em setembro de 2019, durante um treinamento e, mais uma vez, precisou ser operado. Nessa ocasião só retornaria aos gramados em 2020.
Em maio de 2020, teve seu contrato renovado com o Corinthians, com um novo vínculo até 2023. Em 06 de julho de 2020, o jogador retornou de lesão, após mais de 300 dias. Em 19 de julho, o jogador voltou a sentir dores no joelho e, mais uma vez, se tornou uma baixa no time. Em 6 de outubro de 2020, Léo Santos completou 558 dias sem entrar em campo, ainda em tratamento do joelho.
Em 13 de abril de 2021, após mais de dois anos sem jogar, Léo se recuperou totalmente e voltou a ser relacionado em uma partida contra a Ferroviária pelo Campeonato Paulista 2021. O jogador ficou no banco de reservas. No dia 18 de abril de 2021, o jogador voltou a entrar em campo, após 753 dias de recuperação de lesões graves no joelho. Ele entrou nos acréscimos da vitória por 2-0 contra o Ituano, na Neo Química Arena, pelo Campeonato Paulista 2021.

### Fluminense
Sem espaço para atuar no Corinthians e com o intuito de ganhar mais experiência, e valor de mercado, foi emprestado para o Fluminense no dia 22 de fevereiro de 2019. Fez sua estreia no clube carioca, no dia 01 de março, em um empate por 1-1 contra o Resende, no Campeonato Carioca 2019. Rescindiu o contrato de empréstimo em 01 de agosto de 2019, após uma lesão no joelho. O jogador já estava no Corinthians desde abril se recuperando.

### Ponte Preta
Em 23 de dezembro de 2021, foi emprestado para a Ponte Preta até o final da temporada 2022.

### Ferroviária
Em 28 de dezembro de 2022, foi anunciado pela Ferroviária por empréstimo até o fim do Campeonato Paulista 2023. Fez a sua estreia pelo clube paulista no dia 15 de janeiro de 2023, na vitória por 3-1 contra o Água Santa, pelo Campeonato Paulista 2023.

## Seleção Brasileira
Léo fez parte do elenco vencedor do Sul-Americano Sub-17 2015. Ele também foi convocado para a Copa do Mundo FIFA Sub-17 2015, apesar de ter sido reserva e não jogado nenhuma partida.
Em 2017, foi convocado pelo técnico Rogério Micale para a Seleção Brasileira Sub-20 para disputa do Sul-Americano Sub-20 2017. O Brasil, porém, acabou ficando em quinto lugar e não conseguiu a vaga para a Copa do Mundo FIFA Sub-20.

## Estatísticas

### Clubes
Todos os jogos, gols e assistências do futebolista por clubes.[carece de fontes?]
| Clube             | Temporada         | Campeonato nacional | Campeonato nacional | Campeonato nacional | Copa nacional[a] | Copa nacional[a] | Copa nacional[a] | Competições continentais[b] | Competições continentais[b] | Competições continentais[b] | Outros torneios[c] | Outros torneios[c] | Outros torneios[c] | Total | Total | Total   |
| Clube             | Temporada         | Jogos               | Gols                | Assist.             | Jogos            | Gols             | Assist.          | Jogos                       | Gols                        | Assist.                     | Jogos              | Gols               | Assist.            | Jogos | Gols  | Assist. |
| ----------------- | ----------------- | ------------------- | ------------------- | ------------------- | ---------------- | ---------------- | ---------------- | --------------------------- | --------------------------- | --------------------------- | ------------------ | ------------------ | ------------------ | ----- | ----- | ------- |
| Corinthians       | 2016              | 1                   | 0                   | 0                   | —                | —                | —                | —                           | —                           | —                           | —                  | —                  | —                  | 1     | 0     | 0       |
| Corinthians       | 2017              | 2                   | 0                   | 0                   | —                | —                | —                | —                           | —                           | —                           | 1                  | 1                  | 0                  | 3     | 1     | 0       |
| Corinthians       | 2018              | 22                  | 0                   | 0                   | 4                | 0                | 0                | 2                           | 0                           | 0                           | 5                  | 0                  | 0                  | 33    | 0     | 0       |
| Corinthians       | 2019              | —                   | —                   | —                   | —                | —                | —                | —                           | —                           | —                           | 4                  | 0                  | 0                  | 4     | 0     | 0       |
| Corinthians       | 2021              | —                   | —                   | —                   | —                | —                | —                | —                           | —                           | —                           | 3                  | 0                  | 0                  | 3     | 0     | 0       |
| Corinthians       | Total             | 25                  | 0                   | 0                   | 4                | 0                | 0                | 2                           | 0                           | 0                           | 13                 | 1                  | 0                  | 44    | 1     | 0       |
| Fluminense        | 2019              | —                   | —                   | —                   | —                | —                | —                | —                           | —                           | —                           | 6                  | 0                  | 0                  | 6     | 0     | 0       |
| Fluminense        | Total             | —                   | —                   | —                   | —                | —                | —                | —                           | —                           | —                           | 6                  | 0                  | 0                  | 6     | 0     | 0       |
| Ponte Preta       | 2022              | —                   | —                   | —                   | —                | —                | —                | —                           | —                           | —                           | 10                 | 0                  | 0                  | 11    | 0     | 0       |
| Ponte Preta       | Total             | —                   | —                   | —                   | —                | —                | —                | —                           | —                           | —                           | 10                 | 0                  | 0                  | 11    | 0     | 0       |
| Ferroviária       | 2023              | 0                   | 0                   | 0                   | 0                | 0                | 0                | —                           | —                           | —                           | 9                  | 0                  | 0                  | 9     | 0     | 0       |
| Ferroviária       | Total             | 0                   | 0                   | 0                   | 0                | 0                | 0                | —                           | —                           | —                           | 9                  | 0                  | 0                  | 9     | 0     | 0       |
| Total na carreira | Total na carreira | 25                  | 0                   | 0                   | 4                | 0                | 0                | 2                           | 0                           | 0                           | 39                 | 1                  | 0                  | 71    | 1     | 0       |

- a. ^ Jogos da Copa do Brasil
- b. ^ Jogos da Copa Libertadores
- c. ^ Jogos do Campeonato Paulista e Campeonato Carioca

### Seleção Brasileira
Abaixo estão listados todos jogos, gols e assistências do futebolista pela Seleção Brasileira.[carece de fontes?]
| Categoria         | Ano               | Campeonato Sul–Americano Sub–20 | Campeonato Sul–Americano Sub–20 | Campeonato Sul–Americano Sub–20 | Amistosos | Amistosos | Amistosos | Total | Total | Total   |
| Categoria         | Ano               | Jogos                           | Gols                            | Assist.                         | Jogos     | Gols      | Assist.   | Jogos | Gols  | Assist. |
| ----------------- | ----------------- | ------------------------------- | ------------------------------- | ------------------------------- | --------- | --------- | --------- | ----- | ----- | ------- |
| Sub–17            | 2014              | —                               | —                               | —                               | 3         | 0         | 0         | 3     | 0     | 0       |
| Sub–17            | Total             | —                               | —                               | —                               | 3         | 0         | 0         | 3     | 0     | 0       |
| Sub–20            | 2015              | 5                               | 0                               | 0                               | —         | —         | —         | 5     | 0     | 0       |
| Sub–20            | Total             | 5                               | 0                               | 0                               | —         | —         | —         | 5     | 0     | 0       |
| Total na carreira | Total na carreira | 5                               | 0                               | 0                               | 3         | 0         | 0         | 8     | 0     | 0       |

## Títulos

#### Corinthians
- Campeonato Brasileiro: 2017
- Campeonato Paulista: 2017 e 2018

#### Seleção Brasileira Sub-17
- Campeonato Sul-Americano Sub-17: 2015